# First Party System
Le First Party System était le fonctionnement politique aux États-Unis entre 1792 et 1824 environ. Il comportait deux partis nationaux en compétition pour le contrôle de la présidence, du Congrès et des États fédérés : le Parti fédéraliste, créé en grande partie par Alexander Hamilton, et le Parti démocrate-républicain jeffersonien, rival, formé par Thomas Jefferson et James Madison, généralement appelé à l’époque le Parti républicain (distinct du Parti républicain moderne).
Les fédéralistes ont été dominants jusqu’en 1800, tandis que les républicains l'ont été après 1800. Les deux partis sont issus de la confrontation politique nationale, mais ont rapidement étendu leurs efforts pour gagner des partisans et des électeurs dans chaque État fédéré. Les fédéralistes ont fait appel au monde des affaires et les républicains aux planteurs sudistes et aux agriculteurs. En 1796, la politique dans chaque État était presque monopolisée par les deux partis, les journaux et les caucus des partis devenant des outils efficaces pour mobiliser les électeurs.
Les fédéralistes ont promu le système financier du secrétaire au Trésor Hamilton, qui mettait l’accent sur la prise en charge fédérale des dettes des États, un tarif pour rembourser ces dettes, une banque nationale pour faciliter le financement et l’encouragement bancaire et de la fabrication de la monnaie. Les républicains, basés dans le sud des plantations, s’opposaient à un pouvoir exécutif fort, étaient hostiles à une armée et une marine permanentes, exigeaient une lecture stricte des pouvoirs constitutionnels du gouvernement fédéral et s’opposaient fermement au programme financier de Hamilton. Peut-être encore plus important était la politique étrangère, où les fédéralistes favorisaient la Grande-Bretagne en raison de sa stabilité politique et de ses liens étroits avec le commerce américain, tandis que les républicains admiraient la France et la Révolution française. Jefferson craignait particulièrement que les influences aristocratiques britanniques ne sapent le républicanisme. La Grande-Bretagne et la France étaient en guerre de 1793 à 1815. La politique officielle américaine était la neutralité mais les fédéralistes étant hostiles à la France et les républicains hostiles à la Grande-Bretagne. Le traité Jay de 1794 marque la mobilisation décisive des deux partis et de leurs partisans dans chaque État. Le président George Washington, bien qu’officiellement non partisan, a généralement soutenu les fédéralistes et ce parti a fait de Washington son héros emblématique.
Le First Party System a pris fin pendant l’ère des bons sentiments (1816-1824) alors que les fédéralistes se réduisaient à quelques bastions isolés et que les démocrates-républicains perdaient leur unité. En 1824-28, alors que le Second Party System émergeait, le Parti démocrate-républicain se scinda en la faction jacksonienne, qui devint le Parti démocrate moderne dans les années 1830, et la faction Henry Clay, qui fut absorbée par le Parti whig.

## Fédéralistes contre anti-fédéralistes en 1787-88
Les principaux nationalistes, George Washington, Alexander Hamilton et Benjamin Franklin  convoquent la Convention constitutionnelle en 1787. La convention élabore une nouvelle constitution qui est soumise aux conventions de ratification des États, l’ancien Congrès de la Confédération approuve également le processus. James Madison est la figure la plus importante de la Convention constitutionnelle et est souvent qualifié de    père de la Constitution.
Un débat intense sur la ratification opposa les « fédéralistes » qui soutenaient la nouvelle Constitution et étaient dirigés par Madison et Hamilton aux « anti-fédéralistes » qui s’y opposaient. Les fédéralistes l'ont emporté et la Constitution a été ratifiée. Les anti-fédéralistes étaient profondément préoccupés par le danger théorique d’un gouvernement central fort qui pourrait un jour usurper les droits des États. Les rédacteurs de la Constitution ne voulaient pas ou ne s’attendaient pas à ce que des partis politiques émergent parce qu’ils les considéraient comme source de division.
Le terme « Parti fédéraliste » est apparu vers 1792-1793 et fait référence à une coalition quelque peu hétérogène de partisans de la Constitution ainsi qu’à des éléments entièrement nouveaux, et même à quelques anciens opposants (comme Patrick Henry). Madison rédigea en grande partie la Constitution et fut donc fédéraliste en 1787-1788, mais s’opposa au programme des Hamiltoniens et au nouveau « Parti fédéraliste ».

## Administration de Washington (1789-1797)

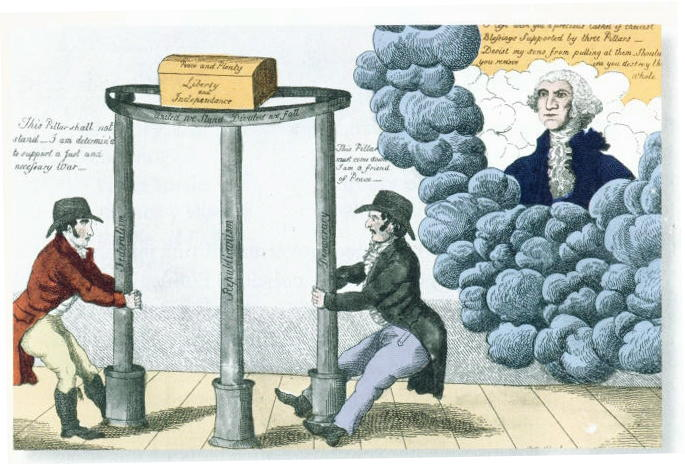
Affiche fédéraliste de 1800. Washington (au ciel) dit à ses partisans de garder les piliers du fédéralisme, du républicanisme et de la démocratie.

Des factions se formèrent bientôt autour de personnalités dominantes telles qu’Alexander Hamilton, secrétaire au Trésor, et Thomas Jefferson, secrétaire d’État, ce dernier s'opposant à la vision d'Hamilton d’un gouvernement fédéral puissant allant jusqu’à inclure une banque nationale. Jefferson a été rejoint par Madison à la tête du « parti anti-administration ». Washington fut réélu sans opposition en 1792.
Les élections de 1792 furent les premières disputées sur une base partisane. Dans la plupart des États, les élections au Congrès ont été considérées dans un certain sens, comme une « lutte entre le département du Trésor et l’intérêt républicain ». À New York, la course au poste de gouverneur a opposé John Jay, hamiltonien, au sortant George Clinton, allié à Jefferson et aux républicains.
En 1793, les premières sociétés démocrates-républicaines ont été formées. Ils soutiennent la Révolution française et la cause jeffersonienne. La guerre éclate entre l’Angleterre et la France. Les Jeffersoniens soutenaient la France et le traité de 1778 qui était toujours en vigueur. Washington et son cabinet unanime (y compris Jefferson) décidèrent que le traité n’obligeait pas les États-Unis à entrer en guerre ; au lieu de cela, Washington a proclamé la neutralité des États-Unis.
Le traité Jay avec la Grande-Bretagne a été signé à la fin de 1794 et ratifié en 1795. Il a évité une guerre possible et réglé de nombreuses questions en suspens (mais pas toutes) entre les États-Unis et la Grande-Bretagne. Les Jeffersoniens dénoncèrent avec véhémence le traité, affirmant qu’il menaçait de saper le républicanisme en donnant trop d’influence aux aristocratiques britanniques et à leurs alliés fédéralistes. Les débats féroces sur le traité Jay en 1794-96, transformèrent une faction au Congrès en un parti national.
En 1796, Jefferson défia John Adams pour la présidence et perdit. Le collège électoral qui a pris la décision a été largement choisie par les législatures des États, dont beaucoup n’avaient pas été choisies sur une base de parti national.

## Forces partisanes au Congrès
| House                 | 1788 | 1790 | 1792 | 1794 | 1796 | 1798 | 1800 | 1802 | 1804 | 1806 |
| --------------------- | ---- | ---- | ---- | ---- | ---- | ---- | ---- | ---- | ---- | ---- |
| Federalist            | 37   | 39   | 51   | 47   | 57   | 60   | 38   | 39   | 25   | 24   |
| Democratic-Republican | 28   | 30   | 54   | 59   | 49   | 46   | 65   | 103  | 116  | 118  |
| Democratic-Republican | 43%  | 43%  | 51%  | 56%  | 46%  | 43%  | 63%  | 73%  | 82%  | 83%  |
| Senate                | 1788 | 1790 | 1792 | 1794 | 1796 | 1798 | 1800 | 1802 | 1804 | 1806 |
| Federalist            | 18   | 16   | 16   | 21   | 22   | 22   | 15   | 9    | 7    | 6    |
| Democratic-Republican | 8    | 13   | 14   | 11   | 10   | 10   | 17   | 25   | 27   | 28   |
| Democratic-Republican | 31%  | 45%  | 47%  | 34%  | 31%  | 31%  | 53%  | 74%  | 79%  | 82%  |

## Menaces de guerre avec la Grande-Bretagne et la France
Avec le monde plongé dans la guerre européenne après 1793, les États-Unis en marge du système européen pouvait à peine rester neutre. Les Jeffersoniens ont appelé à des mesures fortes contre la Grande-Bretagne, et même à une autre guerre. Les fédéralistes ont tenté d’éviter la guerre par le traité Jay avec l’Angleterre. Le traité est devenu très controversé lorsque les Jeffersoniens l’ont dénoncé comme une trahison, même si les fédéralistes ont déclaré qu’il évitait ainsi la guerre, réduisait la menace indienne, créait de bonnes relations commerciales avec la première puissance économique mondiale et mettait fin aux différends persistants de la guerre d’indépendance. Lorsque Jefferson arriva au pouvoir en 1801, il honora le traité, mais de nouveaux différends avec la Grande-Bretagne conduisirent à la guerre de 1812.
En 1798, les différends avec la France ont conduit à la quasi-guerre (1798-1800), une guerre navale non déclarée impliquant les marines et les navires marchands des deux pays. Les démocrates-républicains ont déclaré que la France voulait vraiment la paix, mais l’affaire XYZ a sapé leur position. Avertissant qu’une guerre à grande échelle avec la France était imminente, Hamilton et ses alliés « fédéralistes » forcèrent la question en obtenant l’approbation du Congrès pour lever une nouvelle armée importante. Les Alien and Sedition Acts (1798) ont réprimé les dissidents, y compris les éditeurs pro-Jefferson, et le membre du Congrès du Vermont Matthew Lyon, qui avait été réélu en prison en 1798. Dans les résolutions du Kentucky et de la Virginie (1798), rédigées secrètement par Madison et Jefferson, les législatures des deux États contestent le pouvoir du gouvernement fédéral.

### Dette nationale
Jefferson et Albert Gallatin se sont concentrés sur le danger que la dette publique, si elle n’était pas remboursée, elle serait une menace pour les valeurs républicaines. Ils étaient consternés qu' Hamilton augmente la dette nationale et l’utilise pour solidifier sa base fédéraliste. Gallatin était l’expert du Parti républicain sur les questions fiscales et, en tant que secrétaire au Trésor sous Jefferson et Madison, a travaillé dur pour réduire les impôts et la dette, tout en payant comptant pour l’achat de la Louisiane et en finançant la guerre de 1812. Burrows dit de Gallatin:
Andrew Jackson considérait la dette nationale comme une « malédiction nationale » et il était particulièrement fier de rembourser la totalité de la dette nationale en 1835.

## Jefferson et la révolution de 1800
Madison a travaillé avec diligence pour construire des coalitions avec des factions politiques dans chaque État. En 1800, une élection cruciale galvanisa l’électorat, chassant les fédéralistes du pouvoir et élisant Jefferson et son Parti démocrate-républicain. Adams a fait quelques nominations en fin de mandat, notamment le fédéraliste John Marshall comme juge en chef à la Cour suprême. Marshall occupa ce poste pendant trois décennies et l’utilisa pour renforcer le pouvoir exécutif, à la grande consternation de Jefferson.
En tant que président, Jefferson s’efforça de contrecarrer les ultimes nominations d’Adams, en retenant les commissions de 25 des 42 juges nommés et en révoquant les officiers de l’armée. Le sentiment que la nation avait besoin de deux partis rivaux pour s’équilibrer n’avait pas été pleinement accepté par l’une ou l’autre partie. Hamilton avait considéré l’élection de Jefferson comme l’échec de l’expérience fédéraliste et que l’élection de l’opposition signifiait la ruine de la nation. La politique étrangère de Jefferson n’était pas exactement pro-française, mais elle faisait pression sur la Grande-Bretagne pour qu’elle cesse d’agresser les marins américains et d’autres actes hostiles. En organisant un embargo commercial contre la Grande-Bretagne, Jefferson et Madison plongent la nation dans la dépression économique, ruinent une grande partie des affaires de la Nouvelle-Angleterre fédéraliste et précipitent finalement la guerre de 1812.
Les fédéralistes critiquèrent vigoureusement le gouvernement et gagnèrent en force dans le Nord-Est industriel. Cependant, ils commirent une grave erreur en 1814. Cette année-là, la convention de Hartford, semi-secrète, adopta des résolutions qui frôlaient la sécession. Leur publication ruine le parti fédéraliste. Alors que les fédéralistes ont aidé à inventer ou à développer de nombreuses techniques de campagne électorale (comme les premières conventions nationales de nomination en 1808, leur parti élitiste c'est la classe moyenne, permettant aux Jeffersoniens de représenter le véritable esprit du « républicanisme ».

## L’ère des bons sentiments
Le First Party System a été principalement construit autour de questions de politique étrangère qui ont disparu avec la défaite de Napoléon et le règlement de compromis de la guerre de 1812. En outre, les craintes que les fédéralistes complotaient pour réintroduire l’aristocratie se dissipèrent. Ainsi, une « ère de bons sentiments » sous James Monroe a remplacé la politique à haute tension du First Party System vers 1816. La politique personnelle et les conflits entre factions étaient parfois encore vivement débattus, mais les Américains ne se considéraient plus en termes de partis politiques.

### Source
- (en) Cet article est partiellement ou en totalité issu de l’article de Wikipédia en anglais intitulé « First Party System » (voir la liste des auteurs).